# Miroslav Ploj
Miroslav Ploj, v německojazyčných pramenech Friedrich Ploj (14. června 1862 Ptuj – 22. ledna 1944 Maribor), byl rakouský právník, státní úředník a politik slovinské národnosti, na počátku 20. století poslanec Říšské rady.

## Biografie
Byl synem advokáta Jakoba Ploje. Miroslav vychodil národní školu v Lublani a Ptuji, nižší gymnázium v Ptuji a vyšší gymnázium v Mariboru a Celje, kde roku 1880 maturoval. V letech 1882–1884 studoval práva na univerzitě ve Štýrském Hradci a pak na Vídeňské univerzitě, kde roku 1885 získal titul doktora práv. Téhož roku nastoupil na finanční proukraturu v Dolních Rakousích. Roku 1889 složil advokátní zkoušky. Pak nastoupil na ministerstvo financí jako úředník. V letech 1892–1899 zde měl zodpovědnost za trh cenných papírů. Roku 1899 ho ministr Josef Kaizl jmenoval sekčním radou. Byl radou správního soudu, přičemž v letech 1911–1918 působil na postu předsedy soudního senátu.
Byl aktivní i politicky. V letech 1904–1909 působil jako poslanec Štýrského zemského sněmu, kde zastával funkci člena výboru finančního a vinařského a místopředsedy slovinského poslaneckého klubu. Odmítal politickou a stranickou diferenciaci Slovinců ve Štýrsku. V roce 1902 se stal členem politické skupiny Slovanský svaz, od roku 1907 byl členem Jihoslovanského svazu, jehož předsedou se stal roku 1909. Podporoval rozvoj politických a kulturních práv Slovinců. Zasazoval se o veřejné investice do regulace štýrských vodních toků.
Na počátku 20. století se zapojil i do celostátní politiky. Ve volbách do Říšské rady roku 1901 získal mandát v Říšské radě (celostátní zákonodárný sbor) za kurii venkovských obcí, obvod Ptuj, Rogaška Slatina, Ljutomer. Uspěl i ve volbách do Říšské rady roku 1907, konaných poprvé podle všeobecného a rovného volebního práva, kdy byl zvolen za obvod Štýrsko 26. Profesně se k roku 1907 uvádí jako dvorní rada. Byl členem poslaneckého klubu Jihoslovanský svaz. Na Říšské radě postupoval ve shodě s mladočechy a snažil se o jednotný postup jihoslovanských politiků, který by jim přinesl větší vliv a post ministra-krajana. Podporoval vznik slovinské univerzity. V roce 1906 byl předsedou výboru pro volební reformu. Neúspěšně kandidoval i ve volbách do Říšské rady roku 1911 coby kandidát konzervativně liberálního proudu (slogaštvo).
Od roku 1920 zastával post delegáta Království Srbů, Chorvatů a Slovinců u reparační komise v Paříži. V období let 1922–1924 byl županem mariborského kraje. V letech 1932–1938 zasedal v jugoslávském senátu.